# HD 1632
HD 1632 — звезда, оранжевый гигант, находящийся в созвездии Андромеда на расстоянии приблизительно 745,53 св. лет от Земли. По состоянию на 2007 год, радиус звезды оценивается в 26,13 солнечного радиуса. Исходя из отрицательной радиальной скорости, звезда приближается к Солнцу. Планет у HD 1632 обнаружено не было. Звезда видима невооружённым глазом на ночном небе.